# Ted DiBiase, Sr.
Cet article concerne Ted DiBiase, Sr.. Pour son fils, voir Ted DiBiase, Jr..
Theodore Marvin DiBiase, Sr. (né le 18 janvier 1954 à Omaha, Nebraska) est un ancien catcheur professionnel américain principalement connu pour son travail à la World Wrestling Federation/Entertainment (WWF/WWE). Fils adoptif du catcheur Mike DiBiase (en), il commence sa carrière dans le Sud des États-Unis d'abord au Texas puis à la Mid South Wrestling qui couvre la Louisiane et le Mississippi et fait ponctuellement des tournées au Japon à l'All Japan Pro Wrestling. En 1987, il rejoint la WWF et y incarne un millionnaire vantard accompagné de son valet afro-américain Virgil. Au cours de son passage au sein de cette fédération, il remporte l'édition 1988 du tournoi King of the Ring et devient triple champion du monde par équipe de la WWF. En 1989, il se décerne à lui-même le Million Dollar Championship. Il quitte la WWF en 1993 et retourne à l'All Japan Pro Wrestling (AJPW) où il remporte le championnat du monde par équipe AJPW avec Stan Hansen avant de prendre sa retraite en tant que catcheur.
Il retourne à la WWF en tant que manager et dirige le clan Million Dollar Corporation entre 1994 et 1996 avant de rejoindre la World Championship Wrestling où il est le propriétaire scénaristique du New World Order durant les premiers mois d’existence du clan. Il est membre du Wrestling Observer Hall of Fame en 1996 et du WWE Hall of Fame en 2010.

## Jeunesse
DiBiase est le fils adoptif du catcheur Mike DiBiase (en) et de la catcheuse Helen Hild. Quand son père décède sur le ring, sa mère devient dépressive et plonge dans l'alcool. Ses grands-parents l'élèvent et après le lycée, il rejoint l'université d'état de l'ouest du Texas (en) où il fait partie de l'équipe de football. Cependant, il quitte l'université sans diplôme pour tenter sa chance comme catcheur.

## Carrière dans le catch

### Débuts dans les territoires de la National Wrestling Alliance et All Japan Pro Wrestling (1975-1979)
DiBiase commence sa carrière en juin 1975 par une victoire sur Killer Karl Kox (en). Il s'entraîne auprès de Terry et Dory Funk Jr. à la Western States Sports, un des territoires de la National Wrestling Alliance (NWA). C'est cependant à la NWA Tri-State (qui couvre les états de l'Oklahoma, de l'Arkansas et de la Louisiane) qu'il remporte ses premiers titres en devenant le 28 avril 1976 champion des États-Unis par équipe de la NWA (version Tri-State) avec Dick Murdoch et perdent ce titre le 11 mai.

### World Wide Wrestling Federation (1979)
DiBiase resta brièvement dans la World Wrestling Federation de Vince McMahon en 1979. Il fut le premier à remporter le WWF North American Championship,, championnat qui dura très peu de temps. Le 19 juin 1979 il perdit le North American Championship à Pat Patterson, qui unifie alors le titre avec le South American Championship et devint le premier WWE Intercontinental Championship,.

### World Wrestling Federation (1987-1996)

#### Le personnage du Million Dollar Man

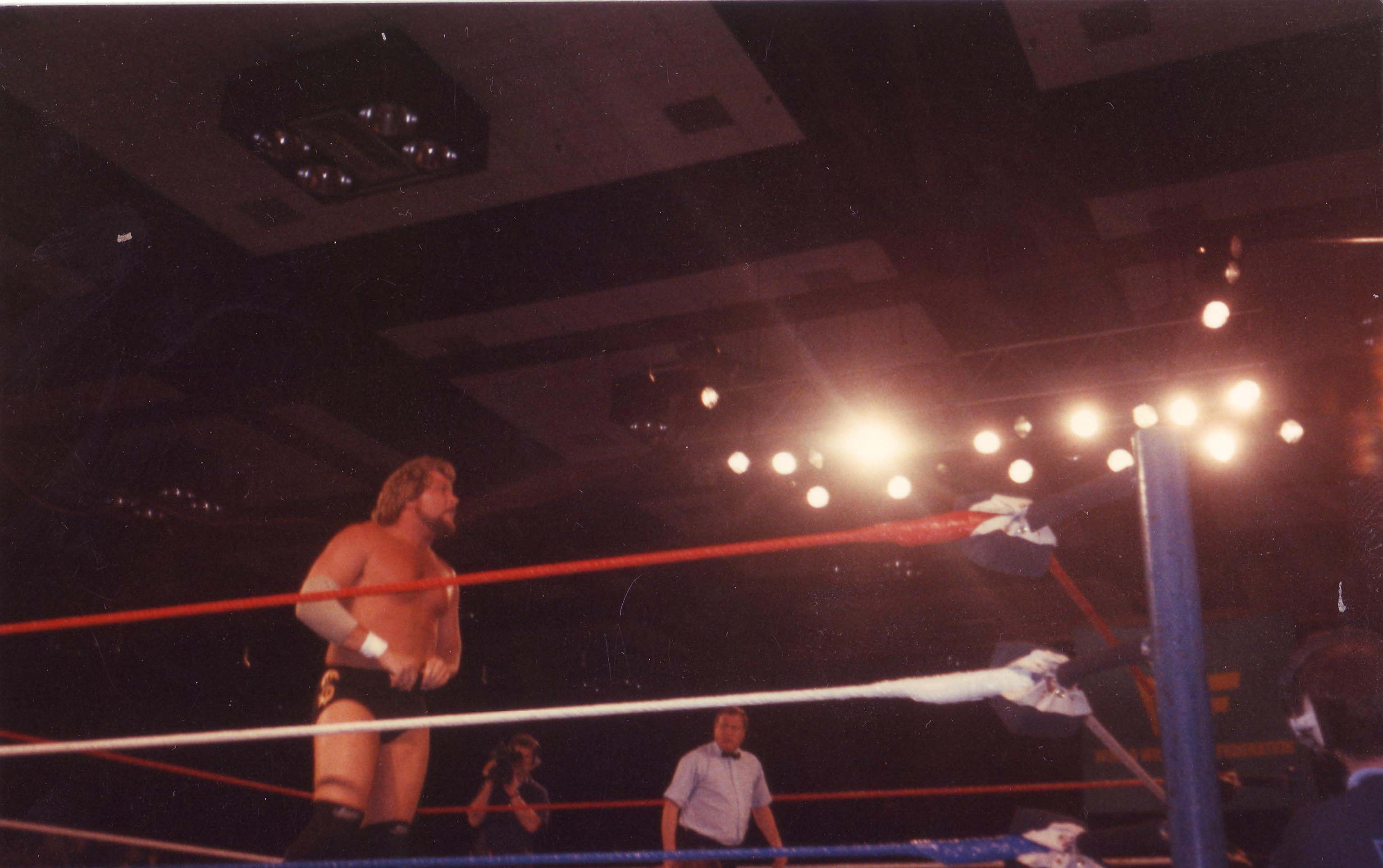
Ted DiBiase sur le ring à la WWF.

Ted DiBiase fit ses débuts à la WWF en 1987 comme le « Million Dollar Man » Ted DiBiase. Son premier gros angle sur le ring vint à la fin de l'année 1987 dans un épisode de WWF Superstars of Wrestling, où il annonça son intention d'acheter le WWF Championship à Hulk Hogan. Cependant Hogan refusa et lui dit qu'il devrait le vaincre sur le ring pour avoir la ceinture. Hogan domina dans une série de matchs, et DiBiase, frustré, approcha André the Giant pour qu'il gagne la ceinture pour lui.
Le 5 février pendant The Main Event (en direct sur NBC), André battit Hogan dans des circonstances tendancieuses pour le WWF Championship (l'arbitre Earl Hebner, le « frère maléfique » de Dave Hebner compta jusqu'à trois alors que Hogan avait dégagé son épaule à deux) André annonça alors qu'il abandonnait la ceinture et qu'il la donnait à DiBiase. La WWF refusa de reconnaître DiBiase comme champion (puisqu'à l'époque les titres de la WWF/WWE ne pouvaient être achetés ou donnés à quelqu'un) et déclara le titre vacant. Plus tard, André serait reconnu pour la durée très courte de son règne.
Un tournoi fut annoncé pour couronner un nouveau champion de la WWF. À WrestleMania IV, DiBiase battit Hacksaw Jim Duggan au premier tour et Don Muraco en quarts de finale avant d'être exempté dans les demi-finales (Hogan et André the Giant avaient été tous deux disqualifiés dans leur match pour usage de chaises) et atteint la finale. DiBiase perdit contre « Macho Man » Randy Savage en finale. Après des interférences répétées de Andre the Giant, Hulk Hogan interféra lui aussi et rendit les chances égales,. DiBiase continua la rivalité avec Savage pendant l'été, culminant dans un match par équipes entre DiBiase et André the Giant contre Hogan et Savage au premier SummerSlam (dans un match présenté comme « Quand les très puissants rencontrent les très riches »). Bien que le commentateur pro-heel Jesse « The Body » Ventura était l'arbitre spécial (pour le grand plaisir de DiBiase), Hogan effectua le tombé sur DiBiase et gagna le match. DiBiase battit Brutus Beefcake, Ken Patera, Ron Bass, et Randy Savage pour gagner le tournoi King of the Ring de 1988, gagnant son premier succès à la WWF.
Bobby Heenan vendit le contrat de Hercules à Ted DiBiase pour ses services en tant qu'esclave personnel. DiBiase déclara que Hercules était son esclave mais commença une rivalité après que Hercule se révéla face. Il élimina son « esclave » au main event des Survivor Series.
Au Royal Rumble, DiBiase était le dernier à entrer dans le match. Big John Studd et DiBiase furent les deux derniers participants. DiBiase lui offrit un pot-de-vin pour qu'il se laisse éliminer, mais Studd l'élimina et gagna le match. DiBiase continua sa rivalité avec Hercules ; les deux eurent une série de matchs dont un match que DiBiase gagna le 3 février pendant The Main Event. Il battit The Blue Blazer dans l'édution du 11 mars de WWE Saturday Night's Main Event. Après ce match il introduisit le WWF Million Dollar Championship, et sa propre ceinture, qui n'étaient pas reconnus par la WWF. Il créa cette ceinture parce qu'il était incapable de gagner ou d'acheter le titre de champion de la WWF de Hulk Hogan.
DiBiase se battit contre Brutus Beefcake, ce qui résulta en un double décompte extérieur à WrestleMania V ; ils furent impliqués dans un match plus tard dans la soirée entre Jake Roberts et André the Giant. Quelques semaines plus tard, DiBiase attaqua Roberts dans WWF Superstars of Wrestling après que Roberts a défait Virgil dans un match. Roberts fut hors des rings pendant plusieurs mois à cause de DiBiase après une blessure au cou. Pendant que Roberts récupérait, DiBiase battit Jimmy « The Superfly » Snuka au SummerSlam par compte de 10 hors du ring. Le 14 octobre lors du Saturday Night's Main Event, DiBiase rencontra Hulk Hogan dans un match pour le championnat de la WWF où DiBiase avait le monstre Zeus de son côté. DiBiase perdit le match lorsqu'il frappa accidentellement Zeus et que Hogan le battit en effectuant le tombé. Aux Survivor Series, DiBiase fut le capitaine de la Million Dollar Team constituée de lui-même, les Powers of Pain (Warlord et Barbarian), et Zeus contre les « Hulkamaniacs » de Hogan constituée de Hogan, le rival de DiBiase Jake Roberts, et Demolition (Ax and Smash). DiBiase élimina Roberts après effectué le tombé sur lui avec l'aide de Virgil avant d'être éliminé Hogan.
En 1990 il battit le record de l'époque en restant 45 minutes dans le match du Royal Rumble après être entré en première position. Il fut éliminé par The Ultimate Warrior. Il eut une rivalité avec Jake Roberts pour la Million Dollar Belt, ce qui mena à un match à WrestleMania VI où il conserva son titre (Roberts perdit par compte de 10). Un peu après WrestleMania, il eut une rivalité brève avec The Big Bossman qui remontait à l'époque où DiBiase essayait de corrompre Bossman pour qu'il lui rende la Million Dollar Belt lorsque Roberts l'avait volée. Au SummerSlam, DiBiase s'offrit les services de Sapphire, qui était le manager de Dusty Rhodes à l'époque. Ceci mena à une rivalité entre Rhodes et DiBiase pendant la fin de 1990 et le début de 1991. Le 30 octobre au Saturday Night's Main Event il attaqua Dustin Rhodes, le fils de Dusty, pendant son match avec Randy Savage. Dusty vint au secours de son fils et fut compté à l'extérieur, et perdit le match. DiBiase eut le privilège d'introduire The Undertaker à la WWF aux Survivor Series comme son « mystérieux partenaire ».
Au Royal Rumble, Ted DiBiase et Virgil battirent Dusty et Dustin Rhodes dans un match par équipes. Après le match, DiBiase ordonna à Virgil de lui mettre la Million Dollar Championship belt autour de sa taille. Virgil la laissa tomber, mais la ramassa sur ordre de DiBiase, et l'abattit sur sa tête à la place, le rendant face. À WrestleMania VII, DiBiase perdit contre Virgil par décompte de 10 à l'extrérieur avec l'aide de 'Rowdy' Roddy Piper, qui avait commencé à apprendre à Virgil à « être un homme ». Sensational Sherri, qui plus tôt dans la nuit avait quitté Randy Savage, vint en plein milieu du match pour aider DiBiase et devint son valet à plein. Le 27 avril pendant le Saturday Night's Main Event, DiBiase se battit contre Bret Hart, ce qui finit par un double décompte à l'extérieur.
DiBiase perdit le Million Dollar Championship face à Virgil au SummerSlam lorsque Virgil frappa sa tête contre un coin du ring et le couvrit pour la victoire. DiBiase participa au tournoi du King of the Ring, faisant nulle avec Ricky Steamboat au premier round. DiBiase regagna le Million Dollar Championship face à Virgil avec l'aide de Repo Man le 11 novembre à Sunday Night Slam. Ils seront ensuite champions par équipes au Survivor Series et au This Tuesday in Texas.

#### Money Inc. (1992-1993)
Ted DiBiase forma une équipe, Money Incorporated, avec Irwin R. Schyster (IRS). Le duo fut trois fois WWF Tag Team Champions entre février 1992 et juin 1993. Leur premier règne survint le 7 février 1992 lorsqu'ils battirent The Legion of Doom pour le titre. Money Inc. allait ensuite avoir une rivalité avec The Natural Disasters (Earthquake and Typhoon). Ils défendirent leur titre contre les Natural Disasters à WrestleMania VIII et perdirent le match par décompte à l'extérieur, gardant leur titre. Le 20 juillet, ils perdirent leur titre face aux Natural Disasters.
Après avoir perdu un match contre la Legion of Doom au SummerSlam, DiBiase et IRS gagnèrent les ceintures le 13 octobre durant le Wrestling Challenge face aux Natural Disasters. Le 8 novembre Saturday Night's Main Event, ils défendirent leur titre contre les Ultimate Maniacs (Ultimate Warrior et Randy Savage). DiBiase et IRS perdirent le match par décompte à l'extérieur et gardèrent encore une fois leur titre.
Ted DiBiase participa au match du Royal Rumble, entrant en 4e position avant d'être finalement éliminé par The Undertaker. À WrestleMania IX, DiBiase et IRS défendirent le WWF Tag Team Championship contre Hulk Hogan et Brutus Beefcake. DiBiase et IRS gardèrent leur titre par disqualification après que Hogan a utilisé le masque de Beefcake comme une arme. Ils eurent un règne victorieux alors qu'ils dominaient la division par équipes de la WWF. Ils eurent une rivalité avec les Steiner Brothers (Rick et Scott) et eurent une série d'échanges de titres.
DiBiase et IRS furent défaits par les Steiner pour le WWF Tag Team Championship le 14 juin à Monday Night RAW. Ils regagnèrent leur titre le 16 juin dans un house show mais les reperdirent face aux Steiner trois jours plus tard, le 19 june dans un autre house show. DiBiase catcha pour la dernière fois pour la WWF en aout, s'arrêtant après un angle mémorable qui vit Razor Ramon devenir face et les débuts de 1-2-3 Kid. The Kid effectua le tombé sur un Ramon trop sûr de lui, et DiBiase se moqua de Ramon on lui disant « Je vais te montrer ». Il perdit lui aussi contre le Kid, ce qui fit éprouver à Razor du respect pour le Kid, le rendant face. Il y eut ensuite un match au SummerSlam entre DiBiase et Ramon, match que DiBiase perdit. Après quelques mois au Japon, il annonça qu'il prenait sa retraite à cause de blessures répétées et revint aux États-Unis.

#### Million Dollar Corporation (1994-1996)
DiBiase revint à la WWF au Royal Rumble comme commentateur spécial. DiBiase commença alors à travailler en tant que commentateur et manager pour la WWF. Plus tard en 1994 DiBiase « acheta » les services de beaucoup de catcheurs pour sa Million Dollar Corporation, qui inclut peu à peu I.R.S., Bam Bam Bigelow, Nikolai Volkoff, Kama, King Kong Bundy, Sycho Sid, 1-2-3 Kid, et dans un surprenant heel turn, Tatanka. DiBiase refit état de ses liens avec l'Undertaker après un hiatus de six mois de ce dernier après le Royal Rumble en janvier. En disant qu'il avait apporté en premier l'Undertaker à la WWF, et qu'il allait le ramener, il lança un Undertaker qui était sous son contrôle. (Cet Undertaker se révéla être un faux Undertaker joué par Brian Lee et fut plus tard vaincu par le vrai Undertaker au SummerSlam.)
DiBiase prendrait aussi une part importante dans le main event de WrestleMania XI comme le manager de Bam Bam Bigelow dans son match contre Lawrence Taylor. Aussi les membres de la Million Dollar Corporation entouraient le ring pour contrer les stars de la NFL qui étaient de l'autre côté du ring. Après que Taylor a défait Bigelow, DiBiase fera référence en public à Bigelow comme étant une hone, ce qui culmina au renvoi de Bigelow de la Corporation par DiBiase après qu'il n'eut pu battre Diesel pour le WWF Championship. Bigelow s'aligna ensuite avec Diesel dans une rivalité contre les membres de la Corporation de DiBiase.
En tant que manager, DiBiase introduisit plus tard « The Ringmaster », qui deviendra plus tard Stone Cold Steve Austin, à la WWF en décembre 1995. DiBiase s'en alla pour la WCW en mai. À la télé, il expliqua qu'il était poussé à la porte de la WWF à cause de la stipulation d'avant-match lorsque son protégé perdit contre Savio Vega à In Your House: Beware of Dog.

### World Championship Wrestling (1996-1997)
À la WCW, DiBiase fut le manager de la nWo immédiatement après leur formation en 1996, déclarant financer le groupe (jouant ainsi sur son gimmick du « Million Dollar Man » alors que la WCW ne pouvait l’utiliser ; à la place, on lui donna le surnom de « Trillionaire Ted » (un jeu de mots sur « Billionaire Ted », le surnom de Ted Turner). Moins d'un an plus tard il quitta la nWo et fit un face turn, devenant le manager des Steiner Brothers contre la nWo jusqu'à ce que Scott devienne heel et rejoigne le groupe. DiBiase fut aussi le manager de Ray Traylor, son rival à la WWF, pendant un moment comme allié des Steiners, mais finalement arrêta d'être manager.

### Retraite et apparitions à la World Wrestling Entertainment (2005-...)
Malgré le fait qu'il jouait un personnage que les fans aimaient haïr, DiBiase est remémoré avec passion, à tel point qu'il a été choisi comme une légende que les fans voulaient voir dans les jeux vidéo Smackdown! lors d'un sondage de THQ.
En avril 2005, DiBiase fut engagé comme consultant créatif pour la branche WWE SmackDown de la WWE.
Le 3 octobre 2005 durant le retour sur USA Network, DiBiase apparut avec d'autres légendes de la WWE dans une cérémonie spéciale pour les légendes. Finalement c'est lui qui commença à attaquer Rob Conway qui était venu au bord du ring pour insulter les légendes. Il fut aussi vu dans un segment avec Mae Young où il lui offrait de l'argent pour qu'elle arrête de « flasher » dans les coulisses.
DiBiase introduisit son ancien manager Sensational Sherri au WWE Hall of Fame le 1er avril 2006, et fit une apparition à WrestleMania 22, offrant 1 000 $ à Eugene s'il dribblait 100 fois avec un ballon de basket dans les coulisses. Comme il l'avait déjà fait il donna un coup de pied à la dernière seconde.
DiBiase apparut aussi à RAW le 17 avril 2006 après un segment « Unlimited ». Le segment incluait Goldust et Gene Snitsky qui demandaient à Candice Michelle de « faire des choses » avec un gros morceau de fromage Jarlsberg. DiBiase était derrière un journal, et était montré en train de faire son rire démoniaque alors que la caméra s'éteignait.
DiBiase fait une apparition à un show de la IPW à Newton (Iowa) le 14 juillet 2006, où il regarde le match par équipes de ses fils. Le jour suivant, il accepta l'intronisation de son défunt père Mike au George Tragos/Lou Thesz Professional Wrestling Hall of Fame (en), dans le National Wrestling Hall of Fame and Museum (en). Les autres personnes à être intronisées furent Bret « The Hitman » Hart, Dory Funk, Larry Hennig, Nikita Koloff, Tom Jenkins, and Bob Roop.
DiBiase apparut aussi lors de la Réunion de Famille à RAW le 9 octobre 2006, en aidant Ric Flair dans son match contre la Spirit Squad. Le 26 octobre 2006 le contrat de DiBiase ne fut pas renouvelé à cause de mauvais résultats[pas clair].
DiBiase fit sa première apparition sur un ring depuis cinq ans au quinzième anniversaire de RAW le 10 décembre 2007, en gagnant une battle royale de 15 hommes, alors qu'il n'y participait même pas. Irwin R. Schyster, l'ancien partenaire de DiBiase dans leur équipe Money Inc., avait gagné la bataille royale. Fidèle à son personnage d'homme richissime, DiBiase vint au bord du ring et offrit à Schyster un pot-de-vin conséquent pour qu'il s'élimine lui-même. Schyster accepta et sauta par-dessus la troisième corde, faisant de DiBiase le vainqueur. DiBiase déclara après que même quinze ans plus tard, tout le monde avait toujours un prix pour le « Million Dollar Man ».
Il introduisit son propre fils, Ted DiBiase, Jr., lors de l'édition du 26 mai 2008 de Raw.
Il organise plusieurs matchs entre Randy Orton et Ted DiBiase Jr., remporté par Orton et un match entre Cody Rhodes et Mark Henry, remporté par ce dernier.
Il est apparu en France, lors du Fan Fest organisé par TSZ Wrestling et N'Catch à Maizières-les-Metz le 12 juin 2010, show dans lequel il eut des interactions in-ring avec Alexeï Petrovitch, champion majeur de N'Catch. Il fut également manager du tandem Chris Kent, Jr. et Mike Skills qui était opposé au duo Alexeï Petrovitch et « Paris Hilton's boyfriend » Roméo ce soir-là.
Il est introduit au WWE Hall of Fame en 2010 par ses fils Ted DiBiase, Jr. et Brett DiBiase (en).
Il réapparait durant la saison 3 de NXT le 2 novembre 2010, où il marie Goldust et Aksana contre la volonté de son fils Ted.
Le 22 juillet 2019 lors du d'un Raw spécial qui réunit certains vétérans de la WWE. Ted DiBiase réapparait et empêche Alundra Blayze (alors championne 24/7) de jeter le titre à la poubelle en le rachetant contre poignée de dollars, elle accepte son offre et DiBiase devient le nouveau champion, mais il perd le titre quelque temps après des mains de Drake Maverick qui fait le tombé à l'intérieur de sa limousine, mais Maverick perdra lui aussi le titre quelques secondes plus tard par la faute de R-Truth.

## Palmarès
- All Japan Pro Wrestling
  - AJPW Unified World Tag Team Championship (1 fois) avec Stan Hansen[6]
  - NWA United National Championship (1 fois)[6]
  - PWF Tag Team Championship (1 fois) avec Stan Hansen[6]

- Central States Wrestling
  - NWA Central States Heavyweight Championship (2 fois)[6]

- Georgia Championship Wrestling
  - NWA National Heavyweight Championship (2 fois)[6]
  - NWA National Tag Team Championship (2 fois) avec Stan Frazier (1) et Steve Olsonski (1)[6]

- Mid-South Wrestling Association
  - Mid-South North American Heavyweight Championship (4 fois)[6]
  - Mid-South Tag Team Championship (4 fois) avec Matt Borne (1), Jerry Stubbs (1), Hercules Hernandez (1), et Steve Williams (1)[6]
  - NWA North American Heavyweight Championship (Tri-State version) (1 fois)[6]
  - NWA United States Tag Team Championship Tri-State version (1 fois) avec Dick Murdoch[6]

- NWA Western States Sports
  - NWA Western States Tag Team Championship (1 fois) - avec Tito Santana[6]

- Professional Wrestling Hall of Fame
  - Entré en 2007

- St. Louis Wrestling Club
  - NWA Missouri Heavyweight Championship (2 fois)[6]

- Texas All-Star Wrestling
  - TASW Heavyweight Championship (1 fois)[6]

- World Wrestling Federation
  - 1 fois WWF North American Heavyweight Championship (premier)[6]
  - 3 fois WWF World Tag Team Championship avec Irwin R. Schyster[6]
  - 2 fois Million Dollar Championship1
  - 1 fois WWE 24/7 Championship
  - King of the Ring (1988)[6]
  - WWE Hall of Fame en 2010

- Revenge Wrestling Federation
  - RWF Hall Of Fame - 2011

- Pro Wrestling Illustrated
  - Classé # 17 des 500 meilleurs catcheurs de l'année en 1991
  - Classé # 32 des 500 meilleurs catcheurs en 2003
  - Classé # 20 des 500 meilleures équipes avec Steve Williams en 2003
  - Classé # 24 des 500 meilleures équipes avec Stan Hansen en 2003
  - Classé # 61 des 500 meilleures équipes avec Irwin R. Schyster en 2003

- Wrestling Observer Newsletter Awards
  - Meilleur catcheur technique en 1981
  - Rivalité de l'année en 1982 vs. Junkyard Dog
  - Rivalité de l'année en 1984 vs. Jim Duggan
  - Meilleur «  Heel  » en 1987
  - Meilleur «  Heel  » en 1988
  - Membre du Wrestling Observer Hall of Fame (1996)

1Le Million Dollar Championship n'est pas un championnat officiel reconnu par la WWE. C'est un championnat entièrement créé pour la promotion et l'histoire du personnage du « Million Dollar Man ».
2Après qu'André the Giant a battu Hulk Hogan, Ted DiBiase lui racheta. Il dut vite le rendre parce qu'il avait enfreint une stipulation.

## Vie personnelle
Trois de ses fils sont des lutteurs professionnels : Mike, Ted Junior et Brett. Il est allé à la West Texas State University, lorsqu'il était un membre de Alpha Tau Omega.
Il a admis dans une interview de Ign.com que sa ceinture du Million Dollar Championship - une ceinture composée de vrais diamants et d'or - coûte 145 000 $, même si DiBiase a mentionné qu'il devait avoir des documents spéciaux à propos de la ceinture à chaque fois qu'il passait à la douane. Le Million Dollar Championship est maintenant enfermé dans un coffre-fort à Titan Towers, le quartier général de la WWE.
Il est apparu dans les trois jeux vidéo Legends of Wrestling, dans deux des jeux vidéo WWE SmackDown comme une légende et dans WWE Legends of WrestleMania. Il est aussi apparu dans le film de Sylvester Stallone de 1978 La Taverne de l'enfer (Paradise Alley).

## Livres
- Ted DiBiase (1997) Every Man Has His Price,  (ISBN 1-57673-175-8)
- Chad Bonham(2001) Wrestling With God,  (ISBN 1-58919-935-9)